# Regeringen Mark Rutte II
Regeringen Mark Rutte II, även kallad Regeringen Rutte-Asscher, var till oktober 2017 Nederländernas regering. Regeringen tillträdde den 5 november 2012 på begäran av drottning Beatrix av Nederländerna  och lämnade över till Regeringen Mark Rutte III den 26 oktober 2017.
Regeringen var en koalitionsregering bestående av liberala Folkpartiet för frihet och demokrati (VVD) och det socialdemokratiska Arbetarpartiet (PvdA). Regeringen var en majoritetsregering, den första sedan 2010. Regeringen Mark Rutte II efterträdde Mark Ruttes första regering efter parlamentsvalet i Nederländerna 2012.
VVD:s partiledare, Mark Rutte, var Nederländernas premiärminister och Lodewijk Asscher från PvdA var vice premiärminister.

## Ministrar
| Position                   | Position                       | Ansvarsområden | Namn                       | Politiskt parti |
| -------------------------- | ------------------------------ | --- | -------------------------- | --------------- |
| Mark Rutte                 | Premiärminister                | Allmänna frågor | Mark Rutte                 | VVD             |
| Lodewijk Asscher           | Vice premiärminister/ Minister | Socialpolitik och arbetsmarknad                                                                                              | Lodewijk Asscher           | PvdA            |
| Ronald Plasterk            | Minister                       | Inrikespolitik | Ronald Plasterk            | PvdA            |
| Frans Timmermans           | Minister                       | Utrikespolitik | Frans Timmermans           | PvdA            |
| Jeroen Dijsselbloem        | Minister                       | Finans | Jeroen Dijsselbloem        | PvdA            |
| Ivo Opstelten              | Minister                       | Säkerhet och justitie | Ivo Opstelten              | VVD             |
| Henk Kamp                  | Minister                       | Ekonomi, jordbruk och innovation                                                                                             | Henk Kamp                  | VVD             |
| Jeanine Hennis-Plasschaert | Minister                       | Försvar | Jeanine Hennis-Plasschaert | VVD             |
| Jet Bussemaker             | Minister                       | Utbildning, kultur och vetenskap                                                                                             | Jet Bussemaker             | PvdA            |
| Melanie Schultz van Haegen | Minister                       | Infrastruktur och miljö | Melanie Schultz van Haegen | VVD             |
| Edith Schippers            | Minister                       | Hälsa, välfärd och sport | Edith Schippers            | VVD             |
| Stef Blok                  | Minister utan portfölj         | Bostäder och offentlig förvaltning                                                                                           | Stef Blok                  | VVD             |
| Lilianne Ploumen           | Minister utan portfölj         | Utrikeshandel och bistånd | Lilianne Ploumen           | PvdA            |
| Frans Weekers              | Statssekreterare*              | Finans (Skattefrågor, kommunekonomi)                                                                                         | Frans Weekers              | VVD             |
| Fred Teeven                | Statssekreterare               | Säkerhet och justitie (förebyggande, familjerätt, ungdomsfrågor, upphovsrättslagen)                                          | Fred Teeven                | VVD             |
| Co Verdaas                 | Statssekreterare               | Ekonomi, jordbruk och innovation (jordbruk, natur, livsmedelskvalitet, handel, turism, post-frågor)                          | Co Verdaas                 | PvdA            |
| Sander Dekker              | Statssekreterare               | Utbildning, kultur och vetenskap (Högre studier, vetenskap, lärare, kultur)                                                  | Sander Dekker              | VVD             |
| Wilma Mansveld             | Statssekreterare               | Infrastruktur och miljö (Vattenpolicy, miljö, luftfarten)                                                                    | Wilma Mansveld             | PvdA            |
| Martin van Rijn            | Statssekreterare               | Hälsa, välfärd och sport (vård och omsorg, äldrepolitik, ungdomspolitik, bioteknik)                                          | Martin van Rijn            | PvdA            |
| Jetta Klijnsma             | Statssekreterare               | Socialpolitik och arbetsmarknad (arbetslöshetsförsäkringen, jämställdhet, långtidsarbetslösa, fattigdom, hälsa och trygghet) | Jetta Klijnsma             | PvdA            |
| Källa: (RTL Nieuws)        |                                | |                            |                 |